# Parisis laxa
Parisis laxa är en korallart som beskrevs av Addison Emery Verrill 1865. Parisis laxa ingår i släktet Parisis och familjen Parisididae. Inga underarter finns listade i Catalogue of Life.